# راس شيطان
تعد منطقة رأس شيطان من أهم مناطق الجذب السياحي بجنوب سيناء كونها من أهم مواقع الغوص، كما أنها أحد أشهر الشواطئ في نويبع حيث أنها تضم تشكيلات مرجانية مذهلة، وحياة بحرية متنوعة على عمق أكثر من 40 متر. تتميز المنطقة بأن لها طبيعة ساحرة جعلتها مخيم سياحي يستقبل آلاف السائحين من مختلف جنسيات العالم سنويًا، ويطلق عليها "شاطئ السحر على أرض الفيروز"، و"جنة على أرض مصر"، لأنها تتميز بطرازها البدوي الفريد، وجمالها الساحر الخلاب، وجمال شواطئها.

## الموقع

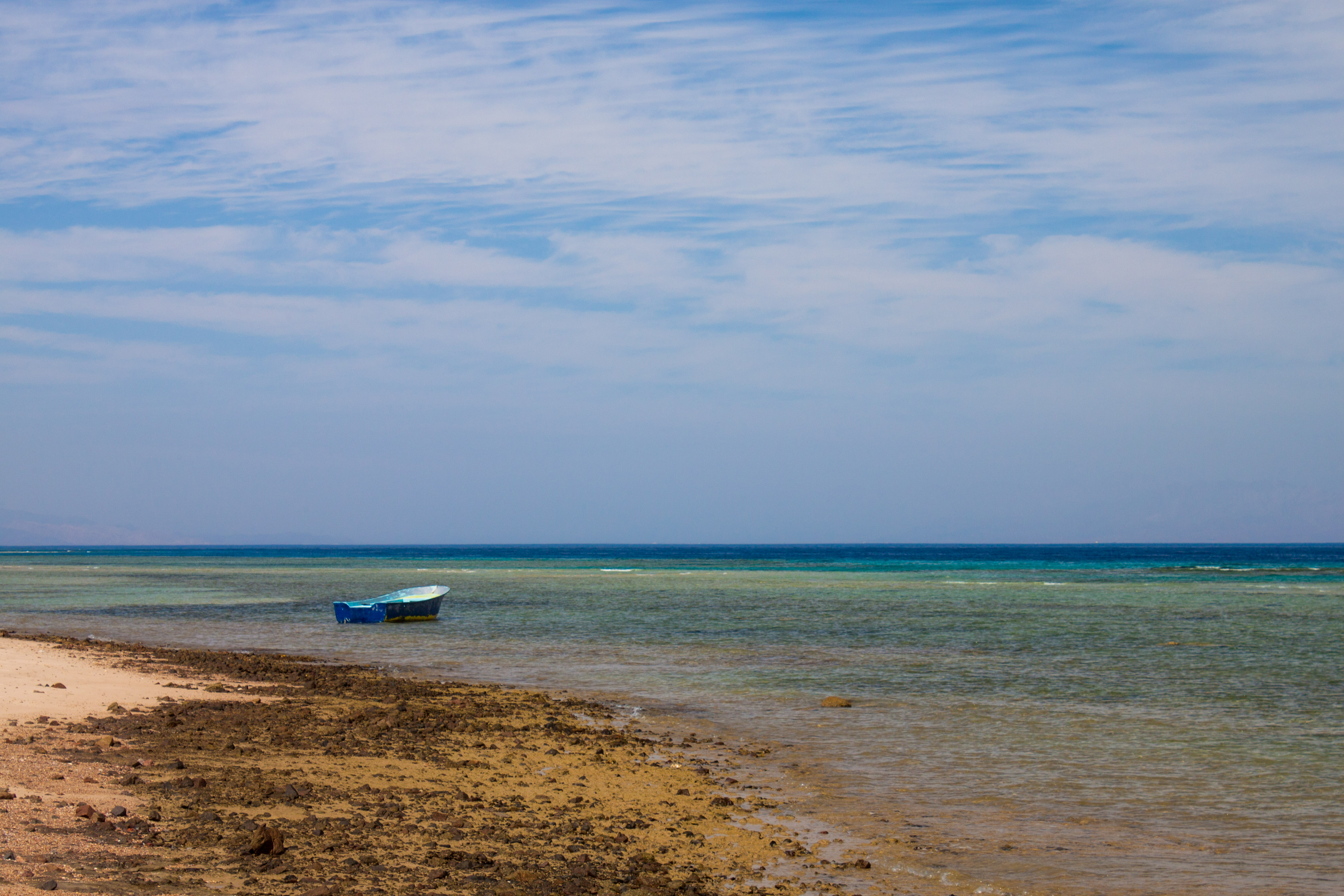
خليج العقبة من راس شيطان

تطل جزيرة رأس شيطان على شاطئ خليج العقبة، وتقع بين مدينتي نويبع وطابا، بمحافظة جنوب سيناء. طوله ما يقرب من ال 1000 متر، ويبعد عن مدينة نويبع بحوالى 12 كيلو متر باتجاه طابا. يحيط بجزيرة راس شيطان مجموعة من الجبال التي تغطيها المياه، والأودية، والكهوف، والسهول، كما تشتهر المنطقة بغناها بالشعاب المرجانية الصلبة، والأخطبوط، وأسماك "البافر"، و"الجروبر القمرية" و"شقائق النعمان" بمختلف أشكالها وألوانها، ويأتى أصل تسمية المنطقة بـ"راس شيطان" من اسم المكان الأصلي "رأس الشطين"، أى "رأس الشاطئين"، وسميت بهذا الاسم نسبةً لبدايتها بشاطئ ونهايتها بآخر، وتحول الاسم الأصلي إلى "راس شيطان" نظراً لأن رواد المكان كانوا من الأجانب، وكان يصعب عليهم نطقه.
كامب راس شيطان
كامب راس شيطان جنوب سيناء يتميز أنه أمام البحر الأحمر مباشرة ويتميز بالبساطة والديكورات الغير مكلفة فقط لمن يحبون الاستجمام والهدوء. كما يوفر كامب راس شيطان غرف يوجد بها كل ما يحتاجه السائحون، كما يوجد مناطق للجلوس خاصة بالكامب على الشاطئ مباشرة.